# Sanpolino
Sanpolino è un quartiere di Brescia.

## Geografia fisica
Il quartiere si estende in un'area pianeggiante compresa fra la ferrovia Milano-Venezia, a nord, e il laghetto "Canneto" del Parco delle Cave, nell'ex bacino estrattivo del gruppo «Faustini».
Il territorio, parzialmente urbanizzato, è attraversato dalle roggie Colpana e Musia e dal Naviglio Cerca.

## Origine del nome
Il nome deriva da San Polo, frazione di Brescia, che negli anni Settanta del Novecento fu coinvolto in un progetto residenziale steso dall'architetto Leonardo Benevolo che prese il nome di "San Polo Nuovo". L'area di Sanpolino intendeva riprendere il concetto residenziale di "San Polo Nuovo" su un'area più piccola, da cui il diminutivo, con l'obiettivo di fornire un’offerta abitativa di edilizia residenziale pubblica differente, che riducesse i problemi sociali emersi nel progetto precedente.

## Storia
Fino al 2000, l'area occupata dal quartiere Sanpolino era principalmente agricola, suddivisa fra i quartieri di San Polo e Bettole-Buffalora. Per iniziativa delle giunte Martinazzoli e Corsini, l'area fu trasformata in residenziale e adatta a ospitare 1 700 alloggi. Con la riforma circoscrizionale del 2007, la nuova zona residenziale fu assegnata alla circoscrizione est che comprendeva entrambi i quartieri in cui era suddiviso.
Dopo l'abolizione delle circoscrizioni, nel 2014 la giunta Del Bono decise di riattivare i consigli di quartiere e l'area residenziale di Sanpolino fu costituita in quartiere autonomo da San Polo. Le prime elezioni si tennero il 14 ottobre 2014.
Nel settembre 2021, a Sanpolino è stato inaugurata la nuova pista d'atletica dedicata a Gabre Gabric.

## Infrastrutture e trasporti
Il viale principale del quartiere – dedicato a Luigi Bazoli, assessore all'Urbanistica che sostenne il progetto di "San Polo Nuovo" – è attraversato dalla linea metropolitana con annessa stazione.
Sanpolino è attraversato dalla linea 9 (Villaggio Violino - Buffalora) della rete della rete di trasporti urbani. Nel quartiere hanno capolinea la linea 16, diretta a Onzato di Castel Mella, e la linea 8, diretta a Botticino Mattina/Serle.

## Sport

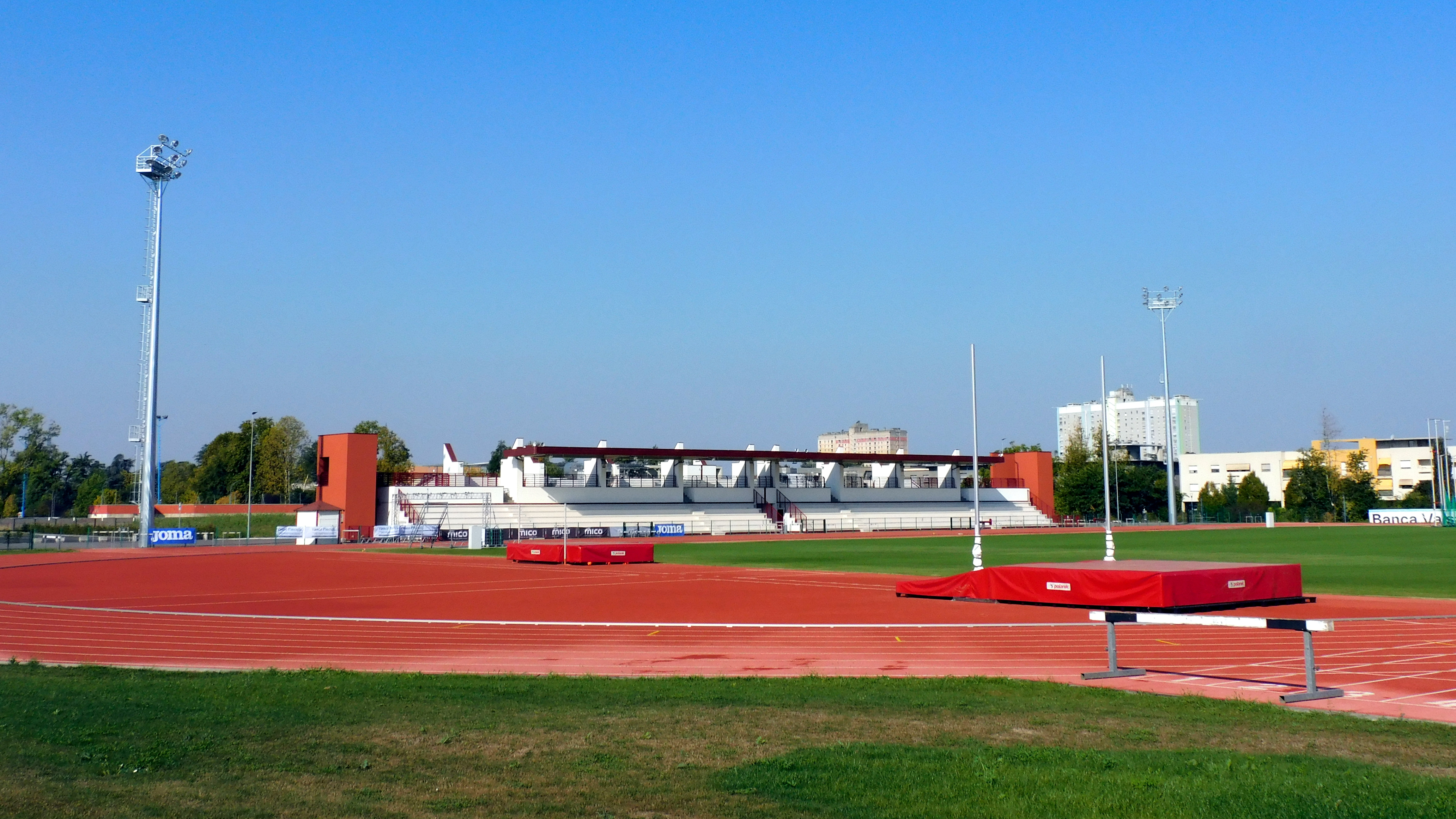
La pista d'atletica dedicata a Gabre Gabric

- pista d'atletica Gabre Gabic[7]